# Plounéour-Ménez
Plounéour-Ménez é uma comuna francesa na região administrativa da Bretanha, no departamento Finisterra. Estende-se por uma área de 52,38 km². Em 2010 a comuna tinha 1 298 habitantes (densidade: 24,8 hab./km²).